# Chapelle Sainte-Julienne de Saint-Josse-ten-Noode
La chapelle Sainte-Julienne est une ancienne chapelle de culte catholique située rue de la Charité no 39-41 à Saint-Josse-ten-Noode (Bruxelles).

## Style
La chapelle Sainte-Julienne est de style néo-gothique et néoclassique et fut construite de 1884 à 1886 par Joris Helleputte et J.-P. Martin sur ordre des Apostolines du très Saint-Sacrement ou Dames de Sainte-Julienne. Helleputte dessina également le mobilier en bois de hêtre.

## Description
La chapelle est non visible depuis la rue et son accès s'effectue par une porte cochère donnant accès à un passage sous les bâtiments situés à front de rue.
La chapelle, où règne perpétuellement une semi-obscurité incitant au recueillement, compte quatre travées et un chœur triangulaire. Sa conception est influencée par les idées de Jean-Baptiste Bethune. Un chemin de croix permet de suivre la vie de Sainte Julienne de Cornillon, la religieuse qui a donné son nom à la chapelle.

## Sainte Julienne de Cornillon
Julienne de Cornillon vivait à Liège au XIIIe siècle et reçut comme mission d'instaurer la Fête-Dieu, une fête en l'honneur du Saint-Sacrement.